# Rootsiküla
Rootsiküla es una localidad del municipio-isla de Kihnu en el condado de Pärnu, Estonia, con una población censada a final del año 2011 de 88 habitantes. 
Se encuentra ubicada al suroeste del condado, en el golfo de Riga, mar Báltico.